# العلاقات الليبية الناوروية
العلاقات الليبية الناوروية هي العلاقات الثنائية التي تجمع بين ليبيا وناورو.

## مقارنة بين البلدين
هذه مقارنة عامة ومرجعية للدولتين:
| وجه المقارنة                                              | ليبيا                                       | ناورو                          |
| --------------------------------------------------------- | ------------------------------------------- | ------------------------------ |
| المساحة (كم2)                                             | 1.76 مليون                                  | 21                             |
| عدد السكان (نسمة)                                         | 6.37 مليون                                  | 10.08 ألف                      |
| الكثافة السكانية (ن./كم²)                                 | 3.62                                        | 48.00 ألف                      |
| العاصمة                                                   | طرابلس                                      | ضاحية يارين                    |
| اللغة الرسمية                                             | اللغة العربية، اللغة العربية الفصحى الحديثة | اللغة الناورونية، لغة إنجليزية |
| العملة                                                    | دينار ليبي                                  | دولار أسترالي                  |
| الناتج المحلي الإجمالي (بليون دولار)                      | 50.98 مليار                                 | 113.88 مليون                   |
| الناتج المحلي الإجمالي (تعادل القوة الشرائية) بليون دولار | 69.32 مليار                                 | 162.98 مليون                   |
| الناتج المحلي الإجمالي الاسمي للفرد دولار أمريكي          |                                             | 9.83 ألف                       |
| الناتج المحلي الإجمالي للفرد دولار أمريكي                 | 15.60 ألف                                   |                                |
| مؤشر التنمية البشرية                                      | 0.724                                       |                                |
| رمز المكالمات الدولي                                      | +218                                        | +674                           |
| رمز الإنترنت                                              | .ly                                         | .nr                            |
| المنطقة الزمنية                                           | ت ع م+02:00، توقيت شرق أوروبا               | ت ع م+12:00                    |

## منظمات دولية مشتركة
يشترك البلدان في عضوية مجموعة من المنظمات الدولية، منها:
| علم المنظمة | اسم المنظمة                   | تاريخ انضمام ليبيا | تاريخ انضمام ناورو |
| ----------- | ----------------------------- | ------------------ | ------------------ |
|             | منظمة الشرطة الجنائية الدولية | ?                  | ?                  |
|             | يونسكو                        | 27 يونيو 1953      | 17 أكتوبر 1996     |
|             | منظمة حظر الأسلحة الكيميائية  | ?                  | ?                  |
|             | الاتحاد البريدي العالمي       | ?                  | ?                  |
|             | الأمم المتحدة                 | 14 ديسمبر 1955     | 14 سبتمبر 1999     |
|             | الاتحاد الدولي للاتصالات      | 3 فبراير 1953      | 10 يونيو 1969      |

## وصلات خارجية
- موقع وزارة الخارجية الليبية